# Mercedes Monterrey
Mercedes Monterrey (Barcelona, 1924-2018) fue una actriz española que participó en veintinueve películas a lo largo de su trayectoria cinematográfica que abarcó desde 1947 hasta 1982.

## Filmografía completa
- Borrasca de celos (1947)
- Canción mortal (1948)
- Cita con mi viejo corazón (1948)
- Aquel hombre de Tánger (1950)
- La fuente enterrada (1950)
- Ley del mar (1950)
- Concierto mágico (1953)
- Misión extravagante (1953)
- El ceniciento (1955)
- El cerco (1955)
- La montaña de arena (1955)
- Delincuentes (1956)
- El difunto es un vivo (1956)
- La herida luminosa (1956)
- Los ojos en las manos (1956)
- Un tesoro en el cielo (1957)
- El azar se divierte (1957)
- El último cuplé (1957)
- Lo que cuesta vivir (1957)
- El sol sale todos los días (1958)
- Café de puerto (1958)
- Cita imposible (1958)
- El ángel está en la cumbre (1958)
- La frontera del miedo (1958)
- Viento del sur (1963)
- La mujer del desierto (1967)
- La viuda andaluza (1976)
- Préstamela esta noche (1978)
- La plaza del diamante (1982)